# Gabriel Axel
Gabriel Axel Mørch (ur. 18 kwietnia 1918 w Aarhus, zm. 9 lutego 2014 w Kopenhadze) – duński reżyser filmowy, aktor, scenarzysta i producent.
W 1988 jego film pt. Uczta Babette (1987) otrzymał Oscara dla najlepszego filmu nieanglojęzycznego. Był to pierwszy Oscar w tej kategorii przyznany duńskiej produkcji.
W 2010 został odznaczony krzyżem komandorskim francuskiego Orderu Sztuki i Literatury.